# アッタロス (ソフィスト)
アッタロス（希：Ἄτταλος、ラテン文字転記：Attalos、2世紀）はローマ帝国期のソフィストである。
アッタロスは、哲学者またはソフィストのポレモン（ラオディケイアのポレモン）の息子であり、ソフィストのヘルモクラテス（ポカイアのヘルモクラテス）の祖父である。アッタロスの名はスミュルナのコインにあり、それらはピロストラトスの本のオレアリウス版で描かれている。それらには「アッタロス、ソフィスト、スミュルナ、そしてラオディケイア市の生まれ」という銘があり、前者は市民として彼が受け入れられた場所、後者は彼の誕生地であると推測される。

## 註
1. ↑  ピロストラトス, 『哲学者・ソフィスト列伝』, II. 25. 2